# DJ Soda
Hwang So-hee (tiếng Hàn: 황소희, sinh ngày 7 tháng 4 năm 1988), thường được biết đến với nghệ danh DJ Soda, là một nữ DJ người Hàn Quốc. Cô bắt đầu nổi tiếng khi đã tạo dựng danh tiếng của mình thông qua việc trở thành DJ tiêu biểu thường xuyên góp mặt cho một số lễ hội âm nhạc trong nước và quốc tế.
Dù không phải là một thần tượng K-pop, song cô đã đoạt giải Hallyu Hàn Quốc vào năm 2019, giải thưởng giành cho người có đóng góp đối với sự phát triển và mở rộng của làn sóng văn hóa Hàn Quốc. Theo đánh giá và xếp hạng của DJane Top 100, Soda là DJ số một châu Á vào năm 2021, đánh dấu năm thứ tư liên tiếp cô đứng ở vị trí này.

## Sự nghiệp

### 2013–2017: Khởi đầu là một DJ
Soda bắt đầu công việc với tư cách là một DJ vào tháng 6 năm 2013. Cô bắt đầu lưu diễn chính với lễ hội DJ Thế giới Hàn Quốc (Korea World DJ festival) vào năm 2015.
Vào tháng 6 năm 2016, Soda phát hành EP đầu tay Closer thông qua Warner Music Group. Cô cũng hợp tác với các thành viên cùng hãng là Sistar.
Năm 2017, Soda biểu diễn tại "Lễ hội âm nhạc S20 Songkran" ở Bangkok, Thái Lan, được coi là một trong ba lễ hội âm nhạc hàng đầu thế giới.

### 2018–nay
Năm 2018, Soda gia nhập thương hiệu nhánh mới của Starship Entertainment, "House of Music". Sau đó, cô được chuyển đến một thương hiệu nhánh khác của Starship, Highline Entertainment, vì thương hiệu nhánh trước đó không còn tồn tại. Vào tháng 6, cô tham gia "Ultra Music Festival Korea" (UMF). Vào tháng 7, cô phát hành một bài hát hợp tác với Walshy Fire, có tựa đề "Never Let You In", đứng đầu các bảng xếp hạng ở Singapore, Malaysia, Hong Kong và Indonesia.
Năm 2019, Soda tham gia Typhoon 8, một lễ hội âm nhạc ở Singapore. Vào tháng 12, cô biểu diễn tại World Club Dome: Snow Edition được tổ chức tại ga xe lửa Jungfraujoch ở Thụy Sĩ.
Vào tháng 12, Soda đã được trao giải văn hóa ở hạng mục độc lập trong Lễ trao giải Hallyu Hàn Quốc lần thứ 9.
Vào tháng 4 năm 2020, cô hợp tác với Psycho Boys Club trong đĩa đơn "Over You". Vào tháng 11, cô hợp tác với Kryoman và 1st Klase cùng phát hành bài hát "Holding Back" kết hợp với KYE. Năm 2019, cô phát hành bản phối lại ca khúc của DJ Lost Chameleon.
Vào tháng 6 năm 2020, cô tham gia Electric Blockaloo, một buổi livestream nhạc dance. Vào tháng 11, Soda tham gia buổi biểu diễn đặc biệt The Color của hãng Highline Entertainment. Cô cũng phát hành một đĩa đơn mang tên "Shooting Star" vào ngày 26 tháng 6.
Vào tháng 8 năm 2021, cô phát hành một đĩa đơn mới, "Okay!", cùng với Lost Chameleon và Ahin của nhóm Momoland.
Hiện tại cô có 4 triệu lượt theo dõi trên Instagram và 1,5 triệu đăng ký trên YouTube.

## Đĩa nhạc

### Đĩa mở rộng
| Tựa    | Thông tin chi tiết | Bán hàng |
| ------ | --- | -------- |
| Closer | - Phát hành: ngày 2 tháng 6 năm 2016 - Nhãn: Warner Music Group - Định dạng: Digital download, streaming audio Track listing 1. Interstellar Love 2. Kung Fu Dab 3. BB탄 4. 22 Cities |          |

### Đĩa đơn
| Tựa                                                       | Năm  | Album                                     |
| --------------------------------------------------------- | ---- | ----------------------------------------- |
| "Stay Sweet"                                              | 2017 | Billboard Presents Electronic Asia Vol. 1 |
| "Never Let You In" (DJ Soda và Walshy Fire)               | 2018 | Non-album single                          |
| "Think About It" (DJ Soda và Cuebrick feat. Baer)         | 2018 | Non-album single                          |
| "Holding Back" (DJ Soda, Kryoman, và 1st Klase feat. KYE) | 2018 | Non-album single                          |
| "Icy" (DJ Soda và Kaku feat. Young Kay và Pluma)          | 2019 | Non-album single                          |
| "If I Die" (DJ Soda và Dolf)                              | 2019 | Nighttime                                 |
| "Empire" (remix) (Wengie, Minnie, và DJ Soda)             | 2019 | Empire Remixes                            |
| "Over You" (DJ Soda và Psycho Boys Club)                  | 2020 | Non-album single                          |
| "Shooting Star"                                           | 2020 | Non-album single                          |
| "Obsession" (DJ Soda và RayRay)                           | 2020 | BF200                                     |
| "Okay!" (DJ Soda, Lost Chameleon, Ahin của nhóm Momoland) | 2021 | Non-album single                          |
| "Starlight"                                               | 2022 | Non-album single                          |
| "Cold" (DJ Soda and Spirit Link)                          | 2022 | Non-album single                          |
| "Tiktok" (DJ Soda and LNY TNZ)                            | 2022 | Non-album single                          |
| "Alice In Wonderland" (DJ Soda, Blasterjaxx, Hard Lights) | 2023 | Non-album single                          |
| "Memories" (DJ Soda, Highup, Justin J. Moore)             | 2023 | Non-album single                          |

## Giải thưởng và đề cử
| Giải thưởng                 | Năm  | Thể loại        | Người nhận | Kết quả   | Tham khảo |
| --------------------------- | ---- | --------------- | ---------- | --------- | --------- |
| Giải thưởng Hallyu Hàn Quốc | 2019 | Nghệ sĩ độc lập | DJ Soda    | Đoạt giải | [ 3 ]     |